# 1999 BN14
1999 BN14 är en asteroid i huvudbältet som upptäcktes den 25 januari 1999 av den amerikanske astronomen Dennis K. Chesney i High Point.
Asteroiden har en diameter på ungefär 11 kilometer och den tillhör asteroidgruppen Themis.